# Thomas Weh Syen
Thomas Weh Syen (falecido em 15 de agosto de 1981) foi um soldado e político liberiano. Ele foi um dos principais membros do grupo de homens alistados que derrubaram o governo do país no golpe militar de abril de 1980 e, consequentemente, se tornou um dos líderes da nova junta militar, o Conselho de Redenção Popular. Na sequência do golpe de Estado, assumiu o título de major-general das Forças Armadas da Libéria e tornou-se co-presidente do Conselho de Redenção Popular; como resultado, foi o vice imediato do Comandante-em-Chefe Samuel Doe e o Vice-Chefe de Estado.
Desde os primeiros dias do Conselho de Redenção Popular, Doe e Syen entraram em confronto; depoimentos perante a Comissão da Verdade e Reconciliação em 2008 revelaram que suas divergências começaram durante o próprio golpe, quando Weh Syen e Doe discordaram violentamente sobre a destinação do dinheiro que havia sido roubado da casa do recém-assassinado presidente William R. Tolbert Jr.. Enquanto membro do Conselho de Redenção Popular, foi parcialmente responsável pelos assuntos educacionais, mas seu tempo no Conselho foi de curta duração.
Weh Syen e outras cinco pessoas foram acusadas de complô de assassinato e backlash contra Doe e o seu governo, mas nenhuma evidência de conspiração foi apresentada publicamente durante o julgamento militar apressado de três dias. Eles foram considerados culpados e executados por um pelotão de fuzilamento no que foi visto como o fim de uma luta pelo poder entre os indivíduos que assumiram o controle do governo em um golpe de Estado sangrento. Todos eram membros do grupo original de dezessete suboficiais e soldados que derrubaram o governo de William R. Tolbert Jr. em 12 de abril de 1980, encerrando um século e meio de domínio politico do país por americo-liberianos (descendentes de negros norte-americanos que fundaram a Libéria no início do século XIX). Os homens executados também eram conhecidos por terem criticado o que consideravam o relacionamento de "menino de recados" do governo Doe com os Estados Unidos. Formaram, assim, o núcleo da resistência de esquerda a muitas das decisões pró-ocidentais do sargento Samuel Doe.
A rapidez e o sigilo do julgamento provocaram temores em Monróvia. Os liberianos que se sentiam seguros discutindo abertamente seus desacordos com a administração Doe passariam a fazê-lo apenas em lugares isolados.